# 三硫代碳酸钠
三硫代碳酸钠是一种无机化合物，化学式为Na2CS3。它可由硫化钠和二硫化碳在乙醇中反应制得。它和1,2-二溴乙烷在苯中反应，可以得到1,3-二硫代环戊烷-2-硫酮。它和乙二胺在2-氯-1-甲基吡啶鎓碘化物存在下反应，可以得到亚乙基硫脲。